# Fédération ibéro-américaine de go
La Fédération ibéro-américaine de go (Federación Iberoamericana de Go) a été créée en 1997 à Sapporo au Japon lors du 19e Championnat du monde de go. Elle regroupe les fédérations et associations nationales d'Amérique latine et de la Péninsule Ibérique. Le but de la fédération est le développement du jeu de go dans tout territoire parlant l'espagnol et le portugais.

## Membres

### Membres américains
- Association argentine de go
- Association brésilienne de go (Nihon Ki-in do Brazil)
- Association chilienne de go
- Association colombienne de go
- Association costaricaine de go
- Fédération cubaine de go
- Association équatorienne de go
- Club de go du Guatemala
- Association du Panama de go
- Association péruvienne de go et de shogi
- Association uruguayenne de go
- Association vénézuélienne de go

### Autres membres
- Association espagnole de go
- Association portugaise de go